# Discoradio
Discoradio è un'emittente radiofonica privata interregionale del gruppo RDS Radio Dimensione Suono. 
Trasmette su varie frequenze FM e DAB+ in Lombardia, Piemonte, Emilia-Romagna, Liguria, Valle d'Aosta, Veneto (in DAB+ anche in Umbria e Liguria) e in tutto il mondo via streaming e app. 
Fondata il 14 settembre 1988 a Caravaggio (BG) da Angelo Zibetti, patron della discoteca Studio Zeta ed editore di Radio Zeta, nell'estate 2006 ha subito un passaggio di proprietà e di conseguenza un riposizionamento del target e un restyling con la scelta di adottare una programmazione rivolta a un pubblico più adulto ma sempre basata su canzoni uptempo.
La voce ufficiale della rete è il doppiatore Massimiliano Alto.
Discoradio è nota sul territorio anche per i "Discoradio Party", serate organizzate nelle piazze e nei locali di Lombardia e Piemonte, animate dai dj Matteo Epis ed Edo Munari e dai conduttori dell'emittente.

## Storia
Discoradio nasce come Studio Zeta Discoradio il 14 settembre 1988 dall'intuizione dell'editore Angelo Zibetti e dei suoi due più stretti collaboratori nonché D.J. della discoteca Studio Zeta, Walter Ravasi e Dario Desi, di aprire un'emittente dance che facesse da supporto alla discoteca stessa. Inizia a trasmettere sulla frequenza FM 107.25 MHz, rilevando l'impianto di Civiglio, Baita Bondella (Co) di Radio Press Panda di Milano (e delocalizzandolo a Valcava, Bg). Nel 1990 Dario Desi lascia lo staff per approdare al network nazionale Radio 101 one o one (oggi R101). 
Fino al 2006 i programmi più noti di Discoradio erano: la Discoparade, la classifica dei brani dance più ballati condotta da Dario Desi fino al 1990 e poi da Marco Ravelli; Dedicati un minuto con Fabiana Viola e poi con Alberto Zanni; Colazione da Zanni, la sveglia di Discoradio, sempre con Alberto Zanni, poi divenuto Uno sveglio alle 7 con Andrea Dani; il BPM, condotto da Walter Pizzulli; D.D.D. (Discoradio Disco Dance) di Marco Ravelli; Discoradio Fuori Orario condotto da Paolo Simonetti; The Best of Disco condotto da Miky Boselli. A gestire la parte tecnica dei programmi ci sono Matteo Epis, Giampaolo Marconi (prima), Edo Munari (poi), che sono anche gli storici dj della discoteca Studio Zeta. 
Molti sono i pezzi dance o i gruppi che hanno ottenuto popolarità dopo i passaggi su Discoradio, tra cui Eiffel 65, Gigi D'Agostino e Molella. Il 30 novembre 2006 chiude, dopo quasi 12 anni, il D.D.D.: Marco Ravelli, voce dell'emittente da 17 anni, dà il suo addio a Discoradio.
Discoradio passa così ufficialmente alla nuova gestione della famiglia Montefusco, proprietaria del network nazionale RDS e di alcune emittenti areali nel Lazio. Il nuovo editore opera subito uno scambio di alcune frequenze con RDS, che acquisisce fra le altre i 107.3 da Valcava in cambio dei 96.5 dalla stessa postazione. Durante il periodo di transizione tra la vecchia e la nuova proprietà, da maggio a dicembre 2006, la direzione di Discoradio è temporaneamente affidata ad Alberto Di Stefano (Station Manager di Dimensione Suono Roma), per essere quindi affidata a Mirko Lagonegro, già Direttore dei programmi di All Music, che ha curato la fase di rinnovamento della radio fino al settembre del 2013. Negli anni successivi vengono acquisite diverse frequenze FM per rafforzare la presenza dell'emittente nelle regioni del Nord-Ovest. La programmazione musicale adottata è riferibile al format rhytmic, ovvero musica sempre uptempo, ma non più solo dance. Sono state introdotte anche sonorità pop, soul e hiphop oltre a brani italiani.
La programmazione radiofonica di Discoradio è attualmente rivolta principalmente verso i trenta-quarantenni e i loro interessi, mentre prima era invece dedicata soprattutto agli adolescenti. Discoradio è una radio di flusso: per la maggior parte della giornata non ci sono programmi ma solo dj che conducono nelle varie fasce orarie.

## Personale

### Conduttori storici
Prima del cambio di gestione:
- Marco Ravelli (ora a Radio Studio Più)
- Dario Desi (poi a RMI, R101, RMC e RTL 102.5)
- Paolo Simonetti (ora a Radio Mambo). È proprietario di i50.eu (sito internet di consulenza radio e sviluppo siti web dedicati alle radio)
- Walter Pizzulli (ora a m2o)
- Alberto Zanni (oggi a Radio Millennium, ex direttore artistico e conduttore a Radio Reporter)
- Fabiana (a Radio Zeta dal settembre 2000 ad aprile 2013, ora a Radio Stop)
- Nunzia  Palermo (ora autrice di Raidio Rai)
- Laura Basile (a R101 fino a gennaio 2011, ora a Radio Number One)
- Andrea Dani (oggi amministratore di Radio Millennium)
- Fabiana Viola (nel 2013 a Radio Zeta, già alla Rete Uno della RSI, Radiotelevisione svizzera di lingua italiana)
- Roberto Forti
- Nadia Bornaghi (ora a Tribuna Tv)
- Francesco Nava (ora a Radio Zeta)
- Alex Morelli (ora a Radio Zeta e Viva FM)
- Giampaolo Marconi [tecnico/dj] (dal 1989 al 1995)
- Matteo Epis [tecnico/dj] (arrivato nel 1990)
- Edo Munari [tecnico/dj] (arrivato nel 1995)
- Francesco Perilli (poi passato a Radio Montecarlo, Radio 105, RTL 102.5. Ex Station manager di R101)

Dopo il cambio di gestione:
- Miky Boselli (ultima diretta il 14 ottobre 2007, dal 15 ottobre successivo a Radio Number One)
- Lucia Angella (voce pubblicitaria di innumerevoli spot nazionali sia in radio che in tv, che attualmente collabora con Rete Tre della RSI Radiotelevisione svizzera di lingua italiana)
- Lorenzo Palma (ora a Dimensione Suono Roma)
- Criss Dell'Orto, ex di Radio Reporter (ultima diretta domenica 19 agosto 2007, ha salutato gli ascoltatori nel cambio con Alex Morelli)
- Chicco Giuliani (ultimo cambio di conduzione con Fabiola alle 17:50, ha dato l'addio a Discoradio il 6 giugno 2008 alle 22 salutando tutti gli ascoltatori prima del Discoradio Party. Ora a Radio Deejay)
- Alex Morelli, il 30 gennaio 2009 alle 15 saluta tutti gli ascoltatori nel cambio di conduzione con Fabiola e lascia quindi Discoradio dopo 7 anni di conduzione (ora a Viva FM e Radio Zeta)
- Max Occhiato, lascia la radio nella primavera del 2010
- Fabiola, lascia la radio il 31 maggio 2010, annunciando il suo addio prima con Fabio Marelli, poi nel suo ultimo cambio turno con Emiliano Picardi (ora a Radio 105)
- Francesca Bacinotti, da luglio 2010 a marzo 2011 (ora in onda a R101)
- Paola Cretì, in onda il sabato e la domenica tra le 7 e le 12 con 'From Disco To Disco Weekend', dal 30 aprile al 30 luglio 2011
- Christian Vlad, lascia la radio nel 2012
- Fabrizio Sironi, già voce di Play Radio, attualmente in onda dalle 6 alle 10 su Discoradio. Dalle 7 in "Belli Svegli" con Omar Fantini.
- Alessio Aloisi, attualmente in onda dalle 19 alle 21 su Discoradio
- Fabio Marelli, attualmente in onda dalle 16 alle 19 su Discoradio
- Emiliano Picardi (ora a Radio Italia)
- Don Cash, attualmente in onda dalle 13 alle 16 su Discoradio
- Olga Comerio, attualmente in onda dalle 10 alle 13 su Discoradio, dal 29 ottobre 2011
- Valentina Guidi, attualmente in onda il sabato e la domenica con ‘From Disco To Disco Weekend’, da ottobre 2017, vincitrice della prima edizione di Discoradio Speaker Factory
- Davide Rizzi, vincitore della seconda edizione di Discoradio Speaker Factory, ora a M20
- Manuel Giancale, da luglio 2021 (ex Radio Veronica One, emittente di Torino). Attualmente in onda su Aci Radio
- Jason Gagliani, dall'estate 2021. Ora a RDS.
- Roberto Mistretta, in onda dal 2023 nel weekend di Discoradio tra le 14 e le 18.

## Programmi

### Programmi storici
- Discoparade (classifica dance ufficiale, condotta da Dario Desi e dal 1990 da Marco Ravelli, passato a Radio Studio Più)
- DDD (Discoradio Disco Dance condotto da Marco Ravelli, con Edo Munari e Matteo Epis rimasti a Discoradio)
- Fuori Orario (condotto da Paolo Simonetti)
- Arrivano i vostri (Condotto inizialmente da Paolo Simonetti e poi da Andrea Dani fino all'ultima puntata)
- Colazione da Zanni (condotto da Alberto Zanni)
- Bpm (Buon Pomeriggio, condotto da Walter Pizzulli)
- DR Buongiorno (condotto da Nadia Bornaghi e Francesco Nava e, successivamente, da Fabiana)
- The best of disco (condotto da Miky Boselli)
- Dedicati un minuto (condotto prima da Fabiana Viola e poi da Alberto Zanni)
- Studio Mix (condotto da Edo Munari e/o Matteo Epis)
- Troppo Forti (condotto da Roberto Forti)
- Discoradio un anno fa (programma senza conduzione in diretta)
- Passacazzarola (condotto da Walter Pizzulli & Alex Morelli)
- Domenica Bestiale (Ideato ed inizialmente condotto da Paolo Simonetti è stato poi condotto da molti speaker a rotazione, ma in particolar modo da Andrea Dani)
- Discoradio PrimiGiri (condotto da Marco Ravelli)
- Disco Raga (condotto da Alberto Zanni)
- Due alle Due (condotto da Alberto Zanni insieme a Fabiana e, successivamente, da Laura Basile)
- The Best of disco (anni 90)
- Discoradio Collection (anni 70/80, condotto da Alberto Zanni)
- Discoradio Tendance (condotto da Alberto Zanni)
- Uno sveglio alle 7 (condotto da Andrea Dani)
- Alternative hit (classifica techno trance, condotta da Marco Ravelli)
- Contatto house (condotto da Paolo Simonetti)
- House Parade (classifica house condotta da Alex Morelli)
- C-30 (Il contenitore musicale in 30 minuti, condotto da Matteo Epis)
- Linea diretta con lo Studio Zeta (dalla mezzanotte di tutti i venerdì e sabato in collegamento dalla discoteca Studio Zeta, in consolle Matteo Epis & Edo Munari)
- Alla fine degli anni novanta, per qualche anno, il sabato e la domenica mattina, dalle ore 10 alle ore 13, Walter Pizzulli ha condotto un programma tutto suo senza nessun titolo, dove trasmetteva semplicemente i più grandi successi dance di quel periodo

### Programmi del passato
- Pete Tong Essential Show
- Morning Show in viaggio con Ale, Davide e Andrea
- Morning Show in viaggio con Yan, Luca e Monica